# Заслужений раціоналізатор України
Заслужений раціоналізатор України  — державна нагорода України — почесне звання України, яке надається Президентом України відповідно до Закону України «Про державні нагороди України». Згідно з Положенням про почесні звання України від 29 червня 2001 року, це звання присвоюється:
|  | авторам упроваджених у економічну сферу раціоналізаторських пропозицій за значний внесок у підвищення ефективності суспільного виробництва, створення конкурентоспроможних видів техніки і механізмів |

Особи, яких представляють до присвоєння почесного звання «Заслужений раціоналізатор України», повинні мати вищу або професійно-технічну освіту.